# La Unión (Murcia)
La Unión er en by og kommune i det sydøstlige Spanien i Murcia-regionen. Den har et indbyggertal på 21.153 (2024) indbyggere.